# Der Unerbittliche
Der Unerbittliche (Originaltitel: The Enforcer), auch bekannt unter dem Titel Dirty Harry III – Der Unerbittliche, ist ein US-amerikanischer Kriminalfilm aus dem Jahr 1976 mit Clint Eastwood in der Hauptrolle. Er ist die Fortsetzung von Dirty Harry und Calahan.

## Handlung
Inspektor Harry Callahan wird zu Beginn als Vermittler in einem Geiseldrama in der Innenstadt von San Francisco benötigt. Um kein großes Blutbad anzurichten, fährt Callahan mit seinem Dienstwagen in den betroffenen Alkoholladen hinein und bringt die Geiselnehmer nach einem kurzen Gefecht zur Strecke. Doch der Vorfall hat weitreichende Folgen, denn die Aktion kostet die Stadt 14.379 Dollar, und Harry wird zur Strafe in die Personalabteilung der Polizei versetzt, wo er u. a. an Eignungstests für neue Inspektoren teilnimmt. Widerwillig nimmt er zur Kenntnis, dass der Anteil an Frauen erhöht werden soll. Aber die junge Polizistin Officer Kate Moore beeindruckt ihn durch ihre Entschlossenheit.
Währenddessen versucht eine Gruppe namens „Die Revolutionären Streitkräfte des Volkes“ aus einem Lagerhaus der „Pacific Overseas Shipping“ M16-Sturmgewehre, Munition, C4-Sprengstoff und Bazookas zu entwenden, nachdem sie einen Lieferwagen des Gaswerkes gestohlen und dessen beide Fahrer ermordet hat. Die Gruppe besteht scheinbar  aus desillusionierten Vietnamveteranen, die das System bekämpfen wollen. Von zwei Inspektoren, die zufällig am Depot mit geöffnetem Tor vorbeikommen, untersucht einer (DiGeorgio, der frühere Partner von Callahan) das Gelände, der andere ruft Verstärkung. Bei dem Versuch, die Einbrecher festzunehmen, wird DiGeorgio von Bobby Maxwell hinterrücks erstochen, wobei er eine Einbrecherin versehentlich erschießt. Dessen Partner  wird bei dem Versuch, den Lieferwagen der Einbrecher aufzuhalten, von diesem überfahren. Da  Harry wieder in die Mordkommission berufen wird, braucht er einen neuen Partner. Inspektor Moore wird Harry als neue Partnerin zugeteilt. Callahan hat zwar zunächst Bedenken, dass die junge Frau in gefährlichen Situationen im Einsatz nicht die richtigen Entscheidungen treffen könnte, aber Kate Moore wächst an der Seite des erfahrenen Polizisten.
Kurz darauf veröffentlichen die „Revolutionären Streitkräfte des Volkes“ eine Forderung von einer Million Dollar, andernfalls wollen sie Sprengstoffanschläge in der Stadt verüben. Durch den Leichnam einer Angehörigen der Gruppe, einer ehemaligen Prostituierten, die bei der Lagerhausschießerei ums Leben kam, stoßen Callahan und Moore auf ein Bordell, in dem Wanda, eine andere ehemalige Prostituierte, gearbeitet hat, die auch der Gruppe angehören soll. Bei ihren weiteren Nachforschungen treffen die Ermittler auf eine kleine Gruppe „schwarzer Anarchisten“, deren Anführer Ed Mustapha einige wichtige Hinweise auf die mysteriösen „Revolutionären Streitkräfte des Volkes“ geben kann. Seine Informationen führen Callahan und Moore zu einem Priester, der von der radikalen Organisation seit langem gewusst und sie bewusst gedeckt hat. Als die gesuchte Ex-Prostituierte plötzlich in der Kirche auftaucht und Harry umbringen will, kann Kate sie rechtzeitig von hinten erschießen. Um weiteres Blutvergießen zu verhindern, verrät der Geistliche nun den Aufenthaltsort der „Revolutionären Streitkräfte des Volkes“, die inzwischen ihre Lösegeldforderung auf 5 Mio. Dollar erhöht haben. Zur Bekräftigung ihrer Forderungen schlagen die Terroristen erneut zu und entführen den Bürgermeister der Stadt in einer detailliert geplanten Aktion. Dabei töten sie Unbeteiligte.

### Showdown
Auf der Gefängnisinsel Alcatraz kommt es schließlich zum Showdown zwischen Harry, Kate und den Erpressern. Es gelingt Moore, den Bürgermeister zu befreien. Doch die folgende Schießerei endet mit dem Tod von Kate, die vom Anführer der Bande mit mehreren Schüssen in die Brust getroffen wird. Als letzter überlebender Erpresser flüchtet Bobby Maxwell mit seinem M16-Sturmgewehr und der Geisel auf einen Wachturm, wird dort aber samt Aussichtsplattform von Callahan mit einer der gestohlenen Bazookas abgeschossen. Harry ist sichtlich vom Tod der jungen Polizistin betroffen und straft den Bürgermeister, der ihm für seine Lebensrettung mit einem „Anerkennungsschreiben“ danken will, mit Verachtung.

## Synchronisation
Die deutsche Fassung entstand in den Studios der cine-adaption GmbH Film- und Fernsehsynchronisation in München. Für das Dialogbuch und die Regie war Hartmut Neugebauer verantwortlich.
| Darsteller         | Rolle                           | Synchronsprecher   |
| ------------------ | ------------------------------- | ------------------ |
| Clint Eastwood     | Insp. „Dirty Harry“ Callahan    | Klaus Kindler      |
| Tyne Daly          | Insp. Kate Moore                | Heidi Fischer      |
| Harry Guardino     | Lt. Al Bressler                 | Hartmut Reck       |
| John Mitchum       | Di Georgio                      | Gernot Duda        |
| Bradford Dillman   | Capt. McCay                     | Manfred Schott     |
| DeVeren Bookwalter | Bobby Maxwell                   | Manfred Seipold    |
| Albert Popwell     | Big Ed Mustapha                 | Herbert Weicker    |
| John Crawford      | Bürgermeister                   | Wolf Ackva         |
| Robert Hoy         | Buchinski                       | John Pauls-Harding |
| Michael Cavanaugh  | Lalo                            | Horst Sachtleben   |
| Jocelyn Jones      | Miki                            | n.n.               |
| Dick Durock        | Karl                            | Tommi Piper        |
| M. G. Kelly        | Father John                     | Willy Schäfer      |
| Terry McGovern     | Disk-Jockey                     | Willi Röbke        |
| John Roselius      | Fahrer des Bürgermeisters       | n.n.               |
| Robert Behling     | Autopsie-Chirurg                | Eberhard Mondry    |
| Joe Bellan         | Freddie, der Restaurantbetrüger | Mogens von Gadow   |
| Tim Burrus         | Henry Lee Caldwell              | Ivar Combrinck     |
| Adele Proom        | Irene Di Giorgio                | Helga Trümper      |
| Will MacMillan     | Lt. Dobbs                       | Michael Cramer     |
| Nick Pellegrino    | Martin                          | Osman Ragheb       |
| Rudi Ramos         | Mendez                          | Ivar Combrinck     |
| Jean Claudé        | Militanter                      | Michael Brennicke  |
| Jan Stratton       | Mrs. Grey                       | Marianne Wischmann |
| Tim O’Neill        | Sergeant bei Raubüberfall       | Manfred Schmidt    |
| Samantha Doane     | Wanda                           | Marianne Groß      |

## Weiteres
- Der Film spielte über 46 Mio. US-Dollar ein und war im Jahr 1976 der Film mit dem neunthöchsten Umsatz.[2]
- Albert Popwell spielte auch im dritten Dirty-Harry-Film mit. Im ersten Teil hatte er einen Bankräuber und im zweiten Teil einen Zuhälter gespielt. Hier spielte er wieder einen zwielichtigen Kriminellen, der Dirty Harry jedoch hilft.

## Kritiken
Während Cinema den Film nur als „Schon etwas flach“ beurteilte, findet Lexikon des internationalen Films doch ein paar Worte mehr und meinte, es sei ein „Allzu brutaler Polizeifilm, der angesichts eines rücksichtslosen Verbrechertums für polizeiliche Brutalität plädiert. Immerhin wird hinter dem Geschehen eine gewisse Gesellschaftskritik deutlich: Die Verbrecher sind seelisch und geistig zerstörte ehemalige Vietnam-Kämpfer, die im Fernen Osten das Töten nicht nur gelernt, sondern auch als lustvoll empfunden haben. Das harte Eingreifen des Gesetzes wird im Sinne eines Gegenschlages als notwendig interpretiert.“

## Fortsetzungen
Teil IV, Dirty Harry kommt zurück (Sudden Impact), kam sieben Jahre später, im Jahr 1983. Im Jahr 1988 folgte Das Todesspiel.